# 高明光
高明光（1942年8月—），男，四川人，中国新闻工作者，曾任《求是》杂志社社长，第十届全国政协委员。